# سینما هنر
سینما هنر سینمایی در شهر پیشوا است که در ۲۱ تیر ۱۳۹۶ افتتاح شد.

## ساخت
این سینما که تنها سینمای شهر پیشوا به‌شمار می‌رود، با تجهیز سالن «سرمد» آموزش و پرورش، با ظرفیت ۲۰۰ نفر و با هزینه حدود ۱۵۰ میلیون تومان تأسیس شد. رئیس اداره فرهنگ و ارشاد اسلامی و فرماندار شهرستان پیشوا در مراسم افتتاحیه حضور داشتند.